# ريتشارد بوديكر
ريتشارد بوديكر ( - 2019) والمعروف بـ«بستاني الملوك»، مهندس معماري ألماني متخصص في تطوير المناطق الجافة، عمل مستشارًا لهيئة تطوير مدينة الرياض سابقًا (الهيئة الملكية لمدينة الرياض)، منذ عام 1973. أُطلق اسمه على حديقة الحجر العامة في حي السفارات في الرياض، تكريمًا لعمله على التخطيط الحضري لمدينة الرياض مدة 46 عاما.

## أبرز المشاريع التي عمل عليها
تولى التخطيط لعدة مشاريع كبيرة في الرياض من أبرزها:
تنسيق مواقع وحدائق عامة في الرياض كحدائق حي السفارات، والحدائق المحيطة بمركز الملك عبد العزيز التاريخي، والمتحف الوطني، كما قدم تصوراً بإحاطة المحاور الرئيسية لمدينة الرياض بالحدائق والأشجار، ونجح في تحويل المنطقة المحيطة بقصر الحكم إلى متنزه تحيط به 100 نخلة، والتي ترمز إلى الذكرى المئوية لاستعادة المؤسس الملك عبد العزيز للرياض. وساهم في تقديم أفكار لتطوير المسطحات الخضراء المستدامة، كما طرح فكرة لري وادي حنيفة وتشجيره.

## تكريمه
تم إطلاق اسم «ريتشارد بوديكر» على حديقة الحجر أحد أكبر حدائق حي السفارات في العاصمة السعودية الرياض، وهو الحي الذي أشرف على هندسته في فترات سابقة خلال عمله في الهيئة الملكية لمدينة الرياض، وذلك تكريما له ولعطائه طيلة 46 عاما. وتوفي عن عمر يناهز الـ82 عاما.